# Ohene Djan Sports Stadium
Ohene Djan Stadium – wielofunkcyjny stadion sportowy w stolicy Ghany, Akrze. Na co dzień gra na nim klub Accra Hearts of Oak SC. Rozgrywane były tam także mecze Pucharu Narodów Afryki 2008. Stadion może pomieścić 40 000 widzów.